# Ignaz Woisetschläger
Ignaz Woisetschläger (* 24. Juli 1881 in Klam; † 26. April 1936 ebenda) war ein österreichischer Maurermeister und Politiker (Berufsstand: Gewerbe (G)) und als solcher von 1. November 1934 bis zwei Tage vor seinem Tod Abgeordneter zum Oberösterreichischen Landtag.

## Leben
Ignaz Woisetschläger wurde am 24. Juli 1881 in der Marktgemeinde Klam im Mühlviertel geboren. Er war gelernter Maurer und hatte als solcher auch die Meisterprüfung abgelegt. Ab dem Jahr 1934 gehörte der dem Gemeindeausschuss seiner Heimatgemeinde an und wurde im selben Jahr in den Oberösterreichischen Landtag gewählt, dem er von 1. November 1934 bis zum 24. Juni 1936, zwei Tage vor seinem Tod, angehörte. In der 15. Wahlperiode vertrat er dabei den Berufsstand Gewerbe (G). Nach Woisetschlägers Ausscheiden aus dem Landtag übernahm der Steinmetz und Granitwerksbesitzer Johann Korninger die vakante Stelle im Landtag.
Des Weiteren war der Witwer Mitglied des Armenrates von Klam sowie Obmann des hiesigen Kleinhäuslerbundes. Am 26. April 1936, zwei Tage nachdem er aus dem Landtag ausgeschieden war, starb Woisetschläger im Alter von 54 Jahren in seinem Geburts- und Heimatort. Bei der darauffolgenden Landtagssitzung am 29. April 1936 widmete der amtierende Präsident Peter Mandorfer dem kürzlich Verstorbenen einen Nachruf.